# Zatzschke
Zatzschke ist seit 1950 ein Stadtteil von Pirna im Landkreis Sächsische Schweiz-Osterzgebirge und liegt etwa 4,5 km nordöstlich der Kernstadt.

## Geschichte
Der Ort wurde im Jahre 1417 erstmals urkundlich erwähnt und wurde auch Zaschka genannt. 1547 war der Ort unmittelbares Amtsdorf von Hohnstein und unterstand der Lohmener Gerichtsbarkeit.
Zatzschke wurde am 1. Juli 1950 in die Stadt Pirna eingemeindet.

## Sonstiges
Der Familienname Zaschka leitet sich vom Ortsnamen ab.

## Persönlichkeiten
- Kurt Schumann (1903–unbekannt), nationalsozialistischer Agrarfunktionär